# Henri II de Brunswick-Wolfenbüttel
Henri II, dit « le Jeune » (Heinrich der Jüngere), né le 10 novembre 1489 à Wolfenbüttel et mort le 11 juin 1568 à Wolfenbüttel), fut duc de Brunswick-Lunebourg et prince de Wolfenbüttel de 1514 à sa mort. Dernier prince catholique de la dynastie des Welf (Guelfes), il combattit aux côtés de l'empereur Charles Quint les progrès de la foi réformée en Allemagne et lutta contre les princes protestants de la ligue de Smalkalde.

## Biographie
Henri est le fils du duc Henri Ier de Brunswick-Wolfenbüttel et de son épouse Catherine, fille du duc Éric II de Poméranie. Trois de ses frères ont poursuivi dans la voie ecclésiastique : l'aîné Christophe devient évêque de Verden et archevêque de Brême, les jeunes François et Georges ont pris fonction en qualité de évêque élu de Minden ou d'archevêque de Brême et évêque de Verden. 
Après les multiples divisions du duché de Brunswick-Lunebourg au Moyen-Âge tardif, son père en 1495 a reçu les domaines autour de la ville de Brunswick, l'ancienne résidence du duc Henri le Lion. Il résida lui-même au château de Wolfenbüttel qui donne son nom à sa principauté. En 1500, Brunswick-Wolfenbüttel rejoint le Cercle de Basse-Saxe. Henri II hérite de son père tombé le 23 juin 1514 à Leer lors d'une expédition militaire contre le comte Edzard Ier de Frise orientale. 

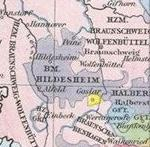
Les domaines de la principauté épiscopale de Hildesheim et de la principauté de Brunswick-Wolfenbüttel vers l'an 1500.

Peu de temps après son accession au trône, il entre en conflit avec la principauté épiscopale de Hildesheim. L'affrontement violent éclate dans le contexte de l'élection du Charles Quint en 1519 ; Henri II perdit tout de suite au début une bataille à Soltau ; néanmoins, avec l'aide de l'empereur, il a réussi à s'imposer. En 1523, après de longues négociations, l'évêque est contraint de céder une grande partie de ses terres à Brunswick-Wolfenbüttel,  y compris les villes d'Alfeld, Bockenem, Lamspringe et Salzgitter. 
Henri II est resté fidèlement attaché à Charles Quint ; en 1525, il participe à la guerre des Paysans, puis en 1528 à la septième guerre d'Italie contre la France sous la bannière de l'empereur. En 1530, alors que beaucoup d'États impériaux se convertissent au protestantisme, Henri reste catholique et émet de vives protestations lors de la conversion de la principauté de Calenberg. En revanche, les citoyens de Brunswick ont joint la ligue protestante de Smalkalde nouvellement créée en 1531. Les tensions ont augmenté fortement pour culminer dans l'attaque du duc contre la ville impériale protestante de Goslar en 1542. Toutefois, cette agression a provoqué l'intervention de l'électeur Jean-Frédéric Ier de Saxe et du landgrave Philippe Ier de Hesse, chefs de la ligue de Smalkalde, qui apportent leur soutien à la ville de Goslar et envahissent la principauté de Wolfenbüttel, forçant Henri à se réfugier en Bavière.
En 1546, encore avec l'appui de Charles Quint, il recrute une armée et parvient à reprendre une partie de ses possessions, mais il est capturé par les troupes hessoises. Après sa victoire sur les princes protestants à la bataille de Muehlberg le 24 avril 1547, l'empereur le libère et le rétablit dans ses possessions. Il arriva à faire pression sur les citoyens de Goslar afin qu'ils cèdent leurs droits sur les mines de Rammelsberg.

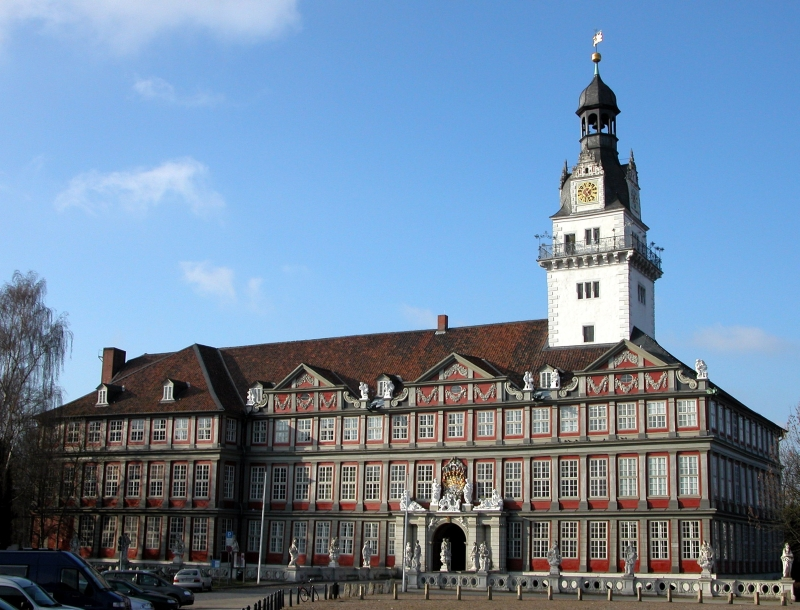
Le château de Wolfenbüttel.

En 1552, Henri a été impliqué dans la seconde guerre des margraves contre Albert II Alcibiade de Brandebourg-Culmbach, s'alliant à l'électeur Maurice de Saxe. Par la suite, les mercenaires du comte Volrad de Mansfeld occupent la principauté de Wolfenbüttel et Henri doit de nouveau prendre la fuite. Il se réfugie à Metz, auprès de Charles Quint, mais rentre rapidement dans ses États évacués par Volrad de Mansfeld. L'année suivante, Henri et Maurice font campagne contre les forces du margrave Albert II. La guerre prend fin à la bataille de Sievershausen, le 9 juillet 1553 : Albert est vaincu, mais Maurice est tué, de même que les deux fils aînés de Henri, Charles et Philippe. Ainsi, le troisième fils Jules, considéré comme incapable et incliné au protestantisme par son père, est devenu héritier.
Henri combat contre les Français lors de la onzième guerre d'Italie, et lors de la bataille de Saint-Quentin en 1557, il commande l'aile gauche de l'infanterie avec le comte d'Arenberg lors de l'assaut final contre le connétable de Montmorency.
Henri resta toute sa vie attaché au catholicisme, toutefois, il a également introduit des réformes politiques et administratives. Il instaure la primogéniture dans ses États, au grand dam de son frère cadet Guillaume, empêchant par conséquent une nouvelle fragmentation des territoires des Guelfes. En 1555, Henri a été décoré de l'Ordre de la Toison d'or.

## Famille et descendance

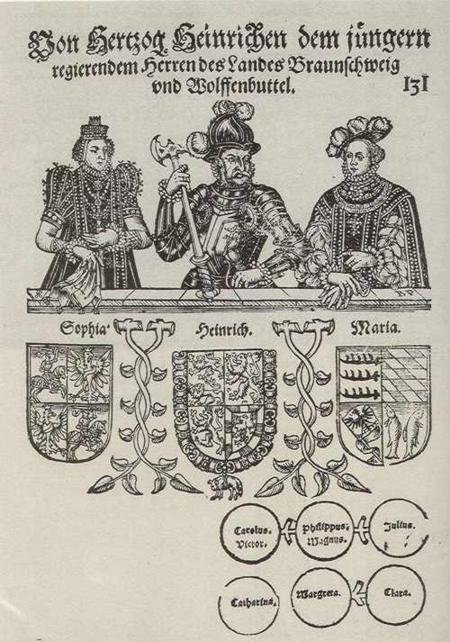
Henri et ses épouses Marie et Sophie.

En 1515, Henri II épouse Marie (1496-1541), fille de Henri de Wurtemberg, comte de Montbéliard. Huit enfants sont nés de cette union :
- Marguerite (1516-1580), épouse en 1561 le duc Jean de Münsterberg-Œls ;
- Andréas (né en 1517, mort en bas âge)
- Catherine (1518-1574), épouse en 1537 le margrave Jean Ier de Brandebourg-Küstrin ;
- Marie (1521-1539), abbesse de Gandersheim ;
- Charles-Victor (1525-1553) ;
- Philippe-Magnus (1527-1553) ;
- Jules (1528-1589), duc de Brunswick-Lunebourg ;
- Claire (1532-1595), abbesse de Gandersheim, épouse en 1560 le duc Philippe II de Brunswick-Grubenhagen.

Veuf, Henri II se remarie en 1556 avec Sophie Jagellon (1522-1575), fille du roi Sigismond Ier de Pologne. Ils n'ont pas d'enfants.
Bien qu'étant un fervent catholique, Henri II a également dix enfants de sa maîtresse Eva von Trotte, une dame de compagnie de son épouse Marie. Pour cacher son aventure amoureuse, Henri a mis en scène un prétendu enterrement cérémonieux à l'abbaye de Gandersheim, alors qu'il a continué de voir sa bien-aimée en secret. L'affaire a entraîné un grand scandale. Martin Luther évoque la relation adultérine dans son pamphlet ecclésiologique Wider Hans Worst en 1541.